# Завітінськ (летовище)
Завітінськ — військовий аеродром у Амурській області, розташований за 9 км на північний схід від міста Завітінськ.

## Історія
У радянські часи Завітінськ був однією з баз важких бомбардувальників, схожою до бази Українка. У Завітинську базувалися літаки Ту-16 бомбардувальної авіації, на відміну від «Українки», де базувалися літаки дальньої авіації.
У Завітінську з 1960-х базувався 303-й важкий бомбардувальний авіаційний полк. На озброєні мав літаки Ту-22, був розформований в 1998.
На базі знаходилось сховище ядерної зброї, яке закинуте у 1990-х роках

## Катастрофи та інциденти
24 серпня 1981 Ту-16 що злетів з аеродрому Завітінськ, через помилку диспетчерів зіткнувся у повітрі з пасажирським Ан-24. При зіткненні вижила одна пасажирка, яка впала з висоти 5 км.